# ドルジュキーウカ市電
ドルジュキーウカ市電（ウクライナ語: Дружківський трамвай、ロシア語: Дружковский трамвай）は、ウクライナの都市・ドルジュキーウカに存在する路面電車。2020年現在はドルジュキーウカ市が所有するドルジュキーウカアヴトエレクトロトランス（КП «Дружківкаавтоелектротранс» ）によって運営されている。

## 概要

系統図
1号線
2号線
4号線

1945年12月5日に開通したドルジュキーウカ市内の路面電車。建設は1940年代初頭から始まったが第二次世界大戦（大祖国戦争）の影響を受け、営業運転の開始は終戦後となった経緯を持つ。都市の発展と共に1969年以降路線の拡張が行われ、最盛期には6系統が運行していたが、ソビエト連邦の崩壊以降の経済的な混乱やモータリーゼーションの影響で廃止が続き2020年現在は以下の系統が運行している。運賃もソ連崩壊以降値上げが続いており、2018年以降は3フリヴニャに設定されている。
| 系統番号 | 経路 | 営業キロ | 運行間隔 | 備考         |
| -------- | --- | -------- | -------- | ------------ |
| 1        | Центральна Міська лікарня - Залізничний вокзал                                                               | 3.37km   | 9-21分   | [ 8 ]        |
| 2        | Фарфоровий завод (ДФЗ) - Управління Газового Господарства (м/н Сонячний)                                     | 5.64km   | 15-22分  | 平日のみ運行 |
| 2        | Фарфоровий завод (ДФЗ) - Управління Газового Господарства (м/н Сонячний) - м/н Машинобудівників (200-Планів) | 6.91km   | 16-33分  | 平日のみ運行 |
| 4        | магазин "АТБ" (пл. Соборна) - м/н Машинобудівників (200-Планів)                                              | 3.44km   | 18分     | 平日のみ運行 |

- 系統図
- 1号線
- 2号線
- 4号線

## 車両
| 左：KTM-5（広告塗装、2013年撮影）右：タトラT3（2018年撮影）  |  | 左：KTM-5（広告塗装、2013年撮影）右：タトラT3（2018年撮影） |
| 左：KTM-5（広告塗装、2013年撮影） 右：タトラT3（2018年撮影） |  |                                                             |

2020年時点でドルジュキーウカ市電に在籍する営業用車両は以下の通り。2010年代以降はハルキウ市電から譲渡されたタトラT3の導入が続き、車両の近代化が図られている。
| 形式         | 両数 (2019年時点) | 備考 |
| ------------ | ----------------- | ---- |
| KTM-5        | 5両               |      |
| タトラT3SU   | 2両               |      |
| タトラT3SUCS | 7両               |      |